# 李冰 (主持人)
李冰（1979年8月3日—），浙江省杭州市人，中国中央电视台主持人，毕业于浙江大学和北京广播学院（现中国传媒大学）。

## 生平
1979年，李冰出生于浙江省杭州市。1988年，李冰在浙江省艺术学校读书，学习钢琴专业。1992年，李冰在浙江省歌舞团担任主持人和钢琴师。1993年，李冰到浙江文艺电台担任播音主持人。1994年李冰到浙江大学读书。1996年，李冰担任浙江电视台节目主持人。1999年，李冰到北京广播学院（现中国传媒大学）读书。2000年，李冰进入中国中央电视台，主持《乡村大世界》，现主持《电视传真》、《星星点灯》、《都市生活》、《今晚有约》节目。